# Hypopachus
Hypopachus és un gènere de granotes de la família Microhylidae que es troba des de Texas i Sonora fins a Costa Rica.

## Taxonomia
- Hypopachus barberi (Schmidt, 1939).
- Hypopachus variolosus (Cope, 1866).